# Серебряноборское лесничество
Серебряноборское лесничество (Серебряноборское опытное лесничество Института лесоведения РАН) — лесничество на территории Москвы, с 1998 года в составе природно-исторического парка «Москворецкий». Адрес — 121500 Россия, г. Москва, Серебряноборское опытное лесничество, д. 1. Руководитель — к. т. н. Нахаев З. Н.

## Описание
Серебряноборское опытное лесничество, общая площадь которого на конец 1960-х—начало 1970-х составляла 2826 гектаров, до 1960 года располагалось в бывшем Кунцевском районе Московской области. С расширением застройки площадь лесничества сокращалась, и ныне оно включено большой своей частью (533 гектара) в городскую черту Москвы.
Территория лесничества, расположенная в долине реки Москвы и на прилежащих к ней водоразделах, характеризуется расчлененным рельефом с амплитудой высоты около 100 м. Коренные берега, с абсолютными высотами от 185 до 220 м, в геоморфологическом отношении принадлежат к Клинско-Дмитровской возвышенности, которая здесь носит название Татаровских высот.
Ранее на территории лесничества брали начало два правых притока реки Москвы — Чаченка и Филька. В XXI веке территории русла Фильки и верховьев Чаченки были отданы городу и застроены.
На данный момент территория, принадлежащая лесничеству в районе Кунцево, является спорным земельным вопросом — идет борьба за оформление документов на землю между организациями — Природно-историческим парком «Москворецкий» и Российской Академией наук.

## История

### Топонимика
Он тянулся от сёл Троице-Лыкова и Крылатского до Раздор, Ромашкова и Немчиновки. По сосняку был назван дачный посёлок, возникший в начале XX века на левом берегу реки. Рядом с посёлком, в той же речной излучине, была сосновая рощица, и данное название перекочевало на неё, а большой правобережный сосняк стал называться Серебряноборским лесничеством. Излучину спрямили каналом, и образовался Серебряноборский остров, две трети которого имеют статус памятника природы.

## Флора и фауна
Осиновые леса, которые составляют всего 3,8 % площади лесов Москвы, сохранились главным образом в Серебряноборском лесничестве, а также в Битцевском и Измайловском лесах, Лосином Острове. Продолжительность их жизни 60—70 лет. Следующее поколение, как правило, формируется из широколиственных пород. Под их пологом — подрост теневыносливых липы и клёна, хорошо развиты подлесок и травяной покров, отличающийся большим разнообразием.

### Уникальные объекты
- Мезотрофное болото в Серебряноборском лесничестве — памятник природы[4]
- Черепковский луг